# Xyris pilosa
Xyris pilosa är en gräsväxtart som beskrevs av Carl Sigismund Kunth. Xyris pilosa ingår i släktet Xyris och familjen Xyridaceae. Inga underarter finns listade i Catalogue of Life.